# モエレ沼公園
モエレ沼公園（モエレぬまこうえん）は、札幌市東区にある総合公園。札幌市の市街地を公園や緑地の帯で包み込もうという「環状グリーンベルト構想」における北東部緑地ゾーンの拠点として計画された。
1982年（昭和57年）着工後、2005年（平成17年）にグランドオープン。基本設計は彫刻家のイサム・ノグチが手がけ、「全体をひとつの彫刻作品とする」というコンセプトのもと造成が進められた。
広大な敷地に幾何学的形態を多用した施設が整然と配置されており、自然と芸術が融合した景観を楽しむことができる。また、テニスコート、野球場、陸上競技場のスポーツ施設があり、冬には歩くスキーやモエレ山を利用したスキーやソリといったウィンタースポーツを楽しむこともできる。さらに、ごみ処理場跡地を公園化したこと、再生可能エネルギーを利用した冷房システムを施設に取り入れるなど、自然環境に配慮した公園になっている。なお、モエレ沼公園は広域避難場所に指定されておらず、洪水時にはゲートを封鎖してモエレ沼および内陸部を一時雨水貯留池としている。

## 歴史
モエレ沼公園は、1978年（昭和53年）に札幌市が自然の沼地としては危機的な状況にあるモエレ沼を、保全を兼ねた大規模な水郷公園とする事業に着手することになったのが始まりとなっている。当初の構想では、野球場や植物園を設置する一般的な公園の構想であり、1983年（昭和58年）には桜の名所を目指して約1,800本のサクラが植栽された。公園造成のため、1979年（昭和54年）からはごみの搬入が始まり、1990年（平成2年）までに71.2ヘクタール、273万6,000トンを埋立した。
1988年（昭和63年）3月、札幌のある起業家から「長い間温め続けてきた数多くのプレイグラウンドのアイディアを実現できるかもしれない」と誘いを受けたイサム・ノグチが札幌を訪れ、札幌市は是非とも作品を展示してほしいと複数の候補地を提案。その中でノグチは、既に建設が始まっていたモエレ沼公園に強い関心を寄せ、ごみの埋立地として利用している土地に対して「人間が傷つけた土地をアートで再生する。それは僕の仕事です。」とコメントし、同年6月に公園設計への全面協力を発表した。それに伴い札幌市はノグチに公園設計を委託し、同年11月に開催されたノグチの誕生パーティーでモエレ沼公園の2000分の1の模型（マスタープラン）が披露された。ところが、同年12月にノグチは急病により死去する事態となってしまう。これに対し札幌市は、マスタープランが完成済であること、詳細の指示を受けていたイサム・ノグチ財団の監修と活動を支援していた人々の協力も得られることから公園造成の継続を決定し、1989年（平成元年）から本格的な造成工事が始まった。
1993年（平成5年）に遊具エリア一部を一般開放し、1995年（平成7年）からテニスコートの開放が始まって、1996年（平成8年）にプレイマウンテン、テトラマウンド、ミュージックシェルがオープン。1998年（平成10年）にはノグチの急逝から10年と全体構想の約70%が完成したとして開園式が行われた。2003年（平成15年）にガラスのピラミッド「HIDAMARI」が完成し、施設内でノグチの展覧会を開催。2004年（平成16年）にモエレ山が完成し、2005年（平成17年）の海の噴水完成を以ってグランドオープンし、記念行事を開催した。

## 施設

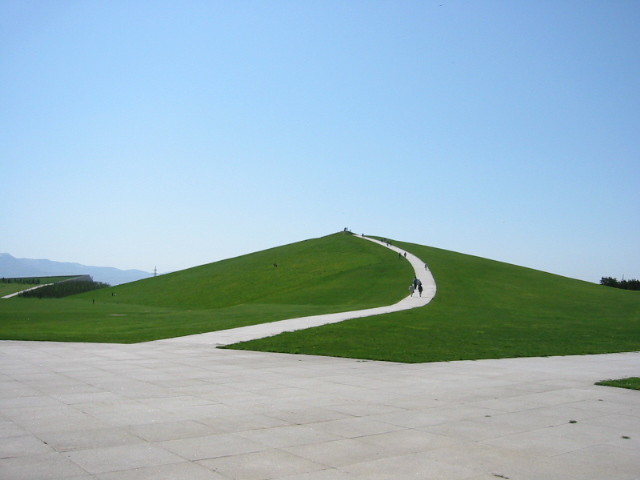
プレイマウンテンに続く道

ガラスのピラミッド「HIDAMARI」
公園の文化活動の拠点施設であり、公園を象徴するモニュメントでもある。高さ32.3ｍで表面のガラス面積は延べ2,483m²。施設内にはレストラン、ギャラリー、ショップ、公園管理事務所が入っており、アトリウムでは各種イベントが開催されている。また、施設内の冷房システムとして貯雪庫に蓄えた雪を活用している。開館当初は授乳室の扉の上部に大きなすき間があり、利用者から「上から覗かれそうで怖い」や「配電盤もむき出しになっていて機械室のようで落ち着いて授乳ができない」など苦情が寄せられたため、改修した。
海の噴水
公園中央の円状に植栽されたカラマツ林に隠れるように配置されている噴水。荒れ狂う海のような波しぶきを人工的に作り出す構造となっている。直径48m。カラマツ林まで含めると直径は80mになる。40分のロングプログラムと15分のショートプログラムがあり、1日3・4回運転する。いずれも最大噴上高25mの「ビッグワン」を見ることができる。夜はライトアップされ、光と水の演出を楽しむことができる。2013年（平成25年）は落雷によって設備が破損したため長期間停止した。
サクラの森
約2,600本のサクラが植栽されており、その中にイサム・ノグチ設計の遊具（計126基）が7つのエリアに分かれて配置されている。
モエレビーチ
海辺をイメージして造られた水遊びの場（最深部45cm）。3か所の吹き出し口より湧き出した水が波紋を描きながらサンゴで舗装された海辺へ広がっていく。
プレイマウンテン
ノグチが1933年（昭和8年）に発案したセントラル・パークに遊園地をつくるプランの「遊び山」の構想が初めて実現したもの。ピラミッドをモチーフにした99の石段を積み上げた斜面と、白い1本の道が頂上へと続く斜面がある山（高さ30m）。
モエレ山
公園内最大の造形物であり、札幌市東区唯一の山（高さ52m、標高62m）且つ札幌市で最も低い山でもある。不燃ごみと公共残土を積み上げて造成した。登り口は3方向5ルートあり、いずれも10分ほどで登り切ることができる。山頂は札幌市内を見渡せる展望台となっており、中心部に三角点（二等基準点）がある。冬はスキーやソリを楽しむことができる。
テトラマウンド
直径2mのステンレス鋼の円柱を三角に組み上げて、真下に芝生の円いマウンドを盛り上げたモニュメント。円柱の表面は特殊な研磨を施しており、光線を浴びると多彩に輝きが変化する。また、マウンドに上がることもできる。
ミュージックシェル
プレイマウンテン正面にあるコンサートや舞踊などの舞台。白い半球形の建物は職人が研磨して作り上げたもので反響板にもなっており、建物内部は出演者の控室とトイレが組み込まれている。
アクアプラザ&カナール
アクアプラザはモエレ山とプレイマウンテンの間に位置する水と石の広場。静かに湧き出す水が溢れてカナールへ（運河）と流れていく。全長150m、水深は20cmから40cmとなっているため、夏には足を浸して涼むことができる。
野外ステージ
20,164m²の敷地を有し、各種イベントに利用できる。敷地は中央部分から塀に向かって緩やかな斜面となっており、コンサートなどの場合に観客は少し高い位置から観覧することができる。
スポーツ施設
テニスコート（硬式テニス、オムニコート15面、フィールドハウス）
モエレ沼公園野球場（硬式野球、中堅122 m・両翼100 m、内野/土・外野/芝、観客席約4000席・鉄筋コンクリート造地上3階建て、グラウンド照明（6基、高さ25m）、電光掲示板、屋内ブルペン）令和6年12月完成予定
陸上競技場（陸上競技・運動会・サッカー、トラック1周400 m、天然芝フィールド105 m × 70 m、管理棟）

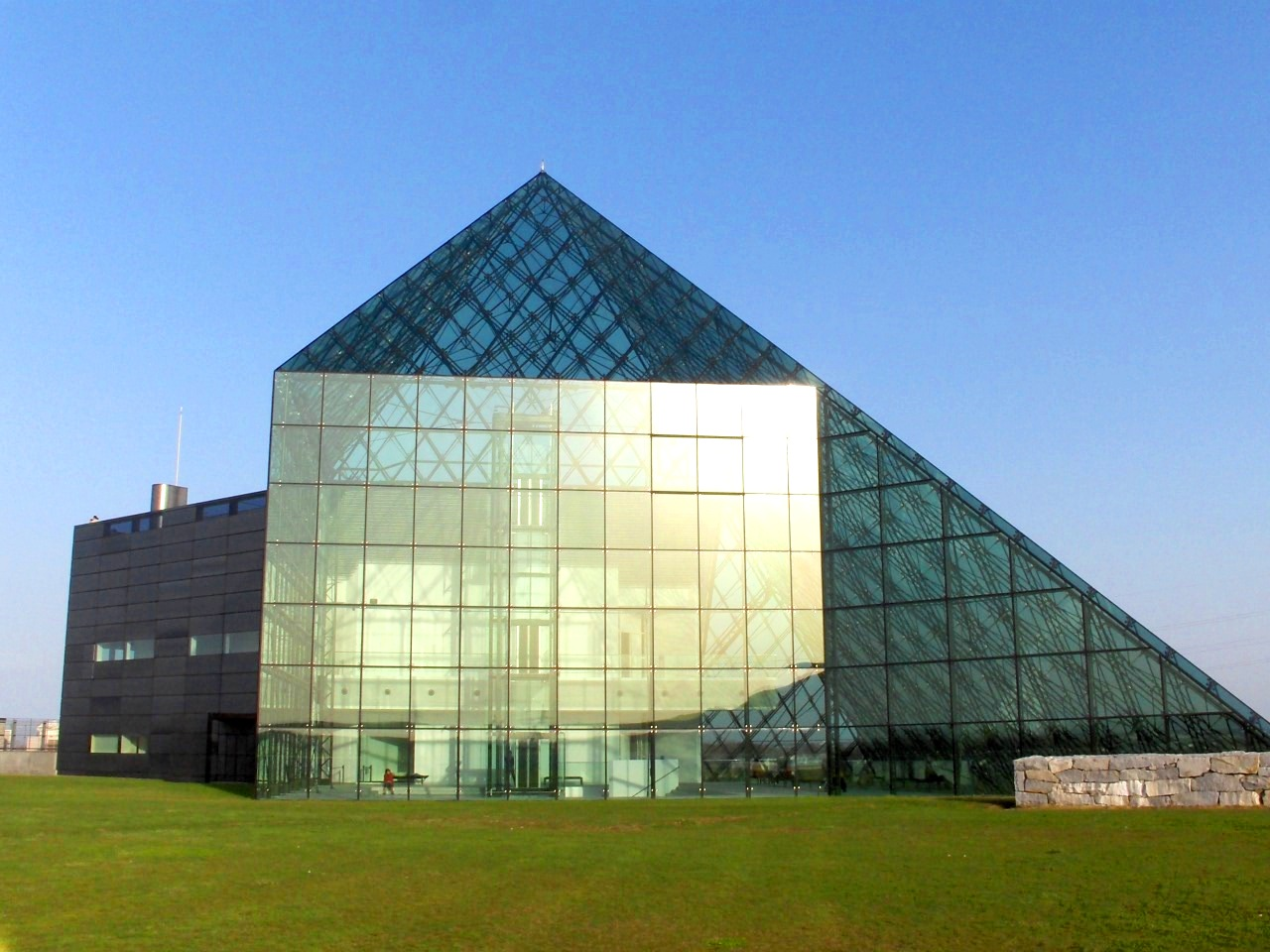
ガラスのピラミッド「HIDAMARI」（2007年4月）
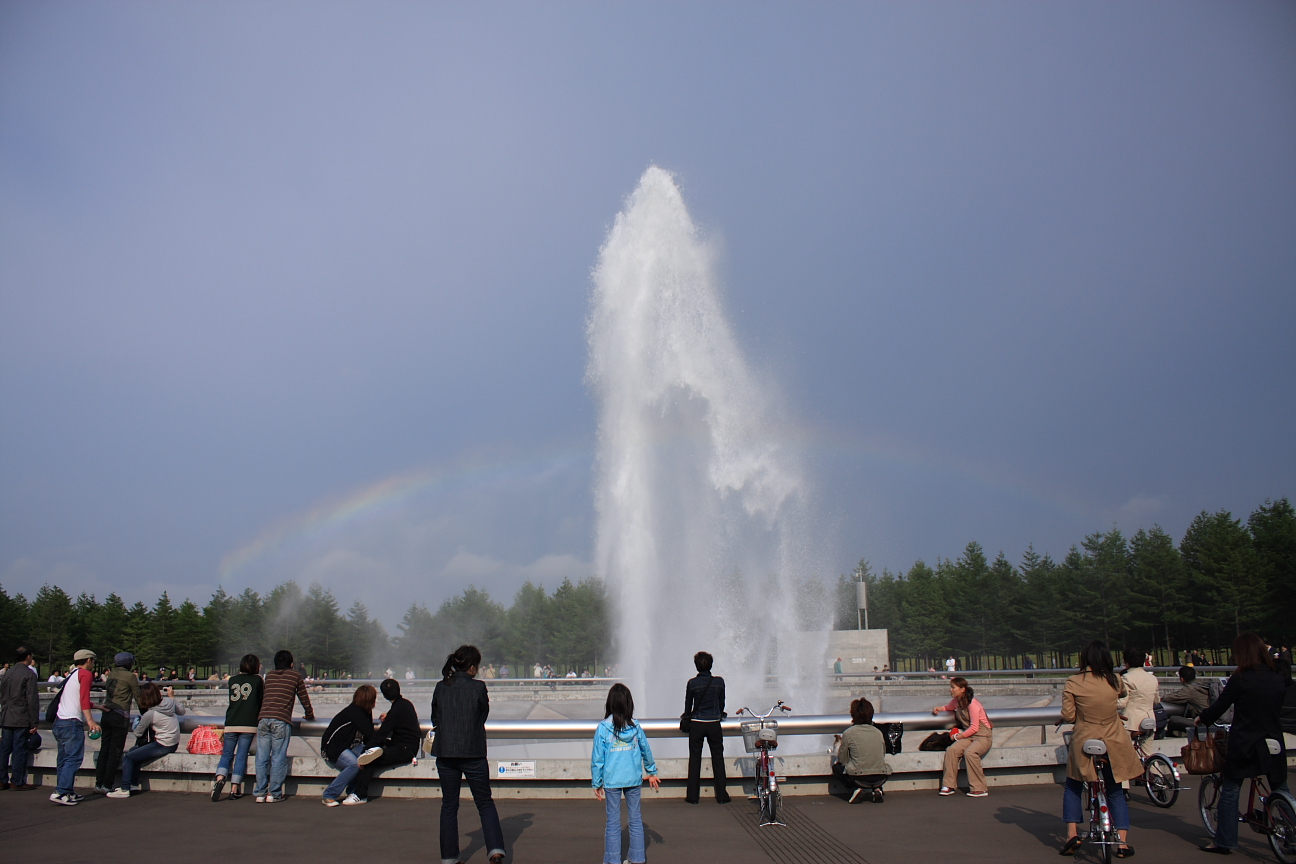
海の噴水（2008年5月）
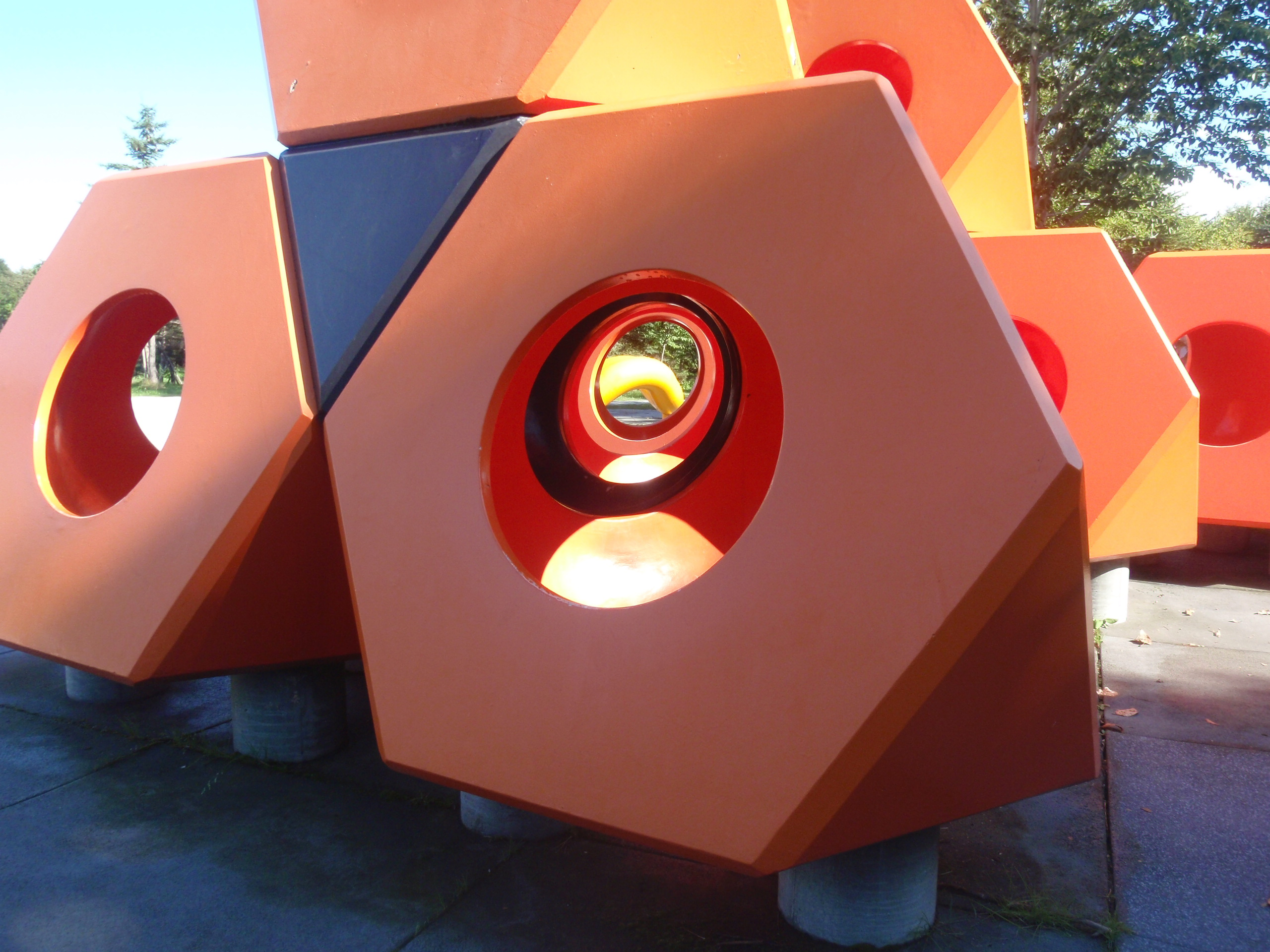
サクラの森にある遊具「オクテトラ」（2011年8月）
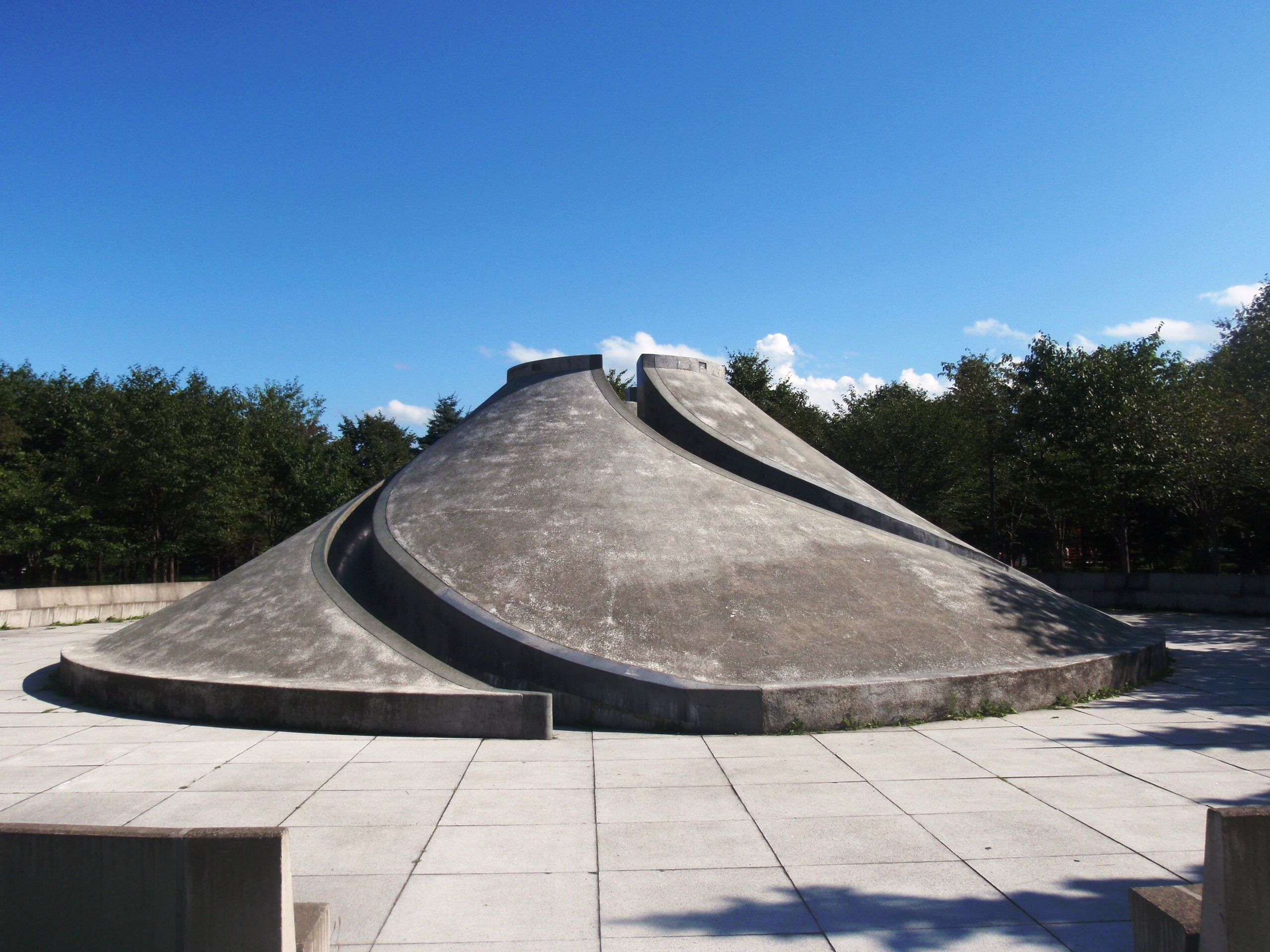
サクラの森にある遊具「スライドマウンテン」（2011年8月）
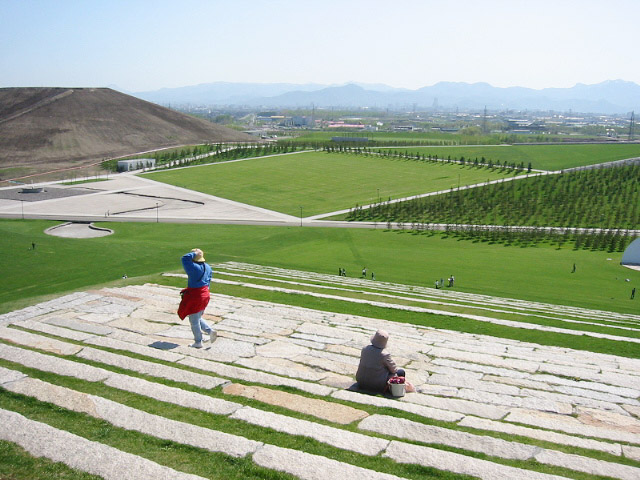
プレイマウンテンからの眺め（2004年6月）
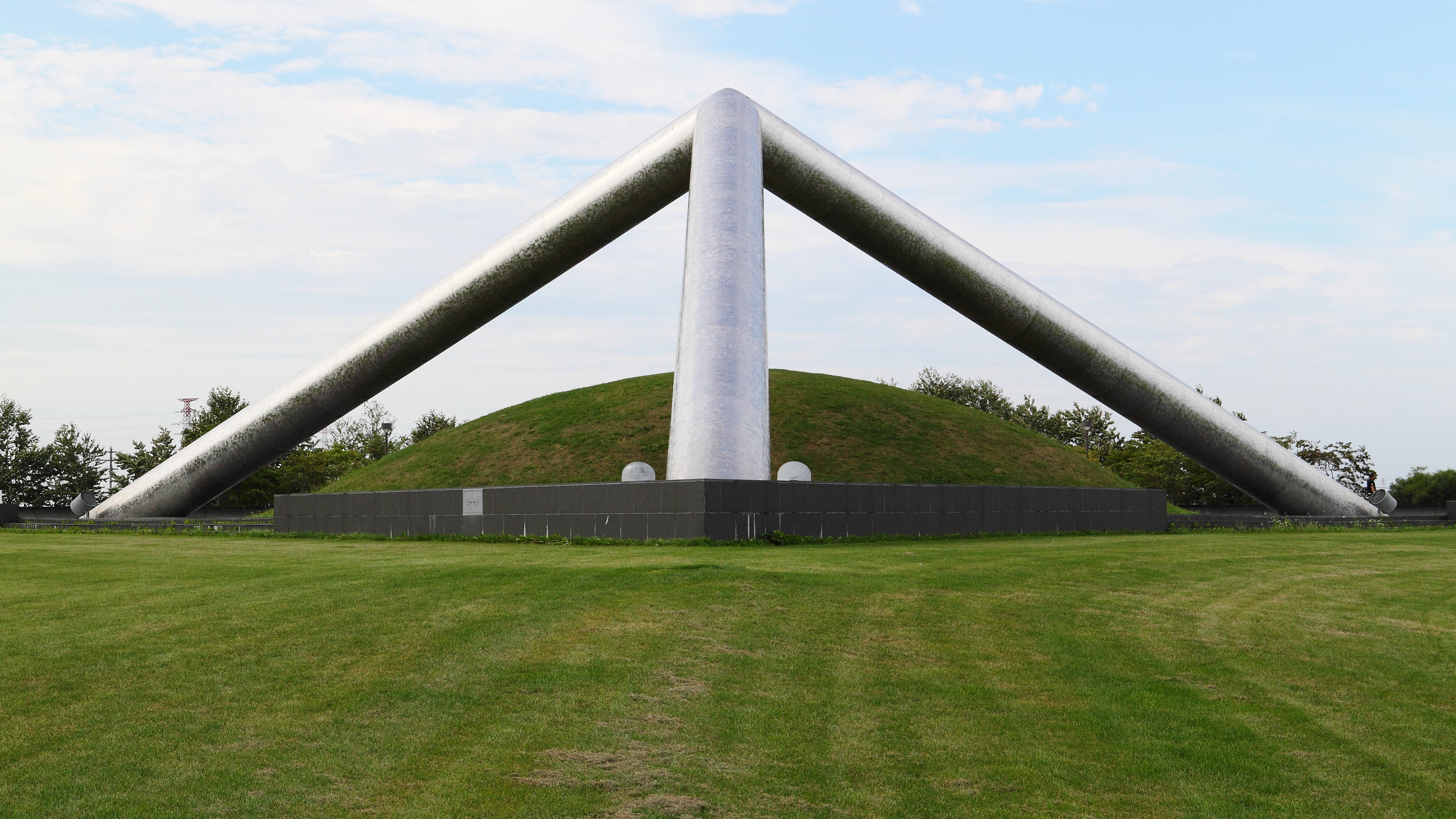
テトラマウンド（2012年8月）

## 受賞歴
- 平成10年度「都市公園コンクール」建設大臣賞 施工（公園施設）部門
- 第8回「AACA賞」[31]
- 「アイラブ北海道新百景」
- 2002年度「グッドデザイン大賞」[32][33]
- 第11回「札幌市都市景観賞」[34]
- 第29回「北海道建築賞」審査員特別賞（モエレ沼公園ガラスのピラミッドの設計）[35]
- 平成16年度「赤レンガ建築賞」（モエレ沼公園ガラスのピラミッド）[36][37]
- 「土木学会デザイン賞2007」最優秀賞[38]
- 「日本クリエイション大賞2007」環境アート賞[39]
- 2008年「日本建築学会賞」（業績）
- 2010年度「アジア都市景観賞」[40]

## イベント
- 冬のまちにスノーキャンドルの灯りをともそう（1月）
- モエレ山爆走そり大会（2月）
- 冬芽観察会（3月）
- 春の花観察会（5月）
- サクラツアー（5月）
- ふしぎヒコーキワークショップ（5月）
- HOKKAIDOママチャリ耐久リレー大会（6月）[41]
- 札幌30K（7月）[42]
- Sapporo小・中学生サイクルロードレース（8月）[43]
- モエレ沼芸術花火（9月）
- ツール・ド・北海道（9月）[44]
- 42.195kmリレーマラソン in モエレ沼公園（9月）[45]
- 札幌市民体育大会サイクルロードレース（9月）[43]
- 公共建築の日フェスティバル in モエレ沼公園（10月）[46]
- さとモエ合同ウォーキング（10月）
- 秋の公園散策（10月）
- モエレクラフト（11月）
- モエレのホワイトクリスマス（12月）

## モエレ沼公園が舞台（ロケ地）となった作品
- 坂本真綾アルバム『かぜよみ』ジャケット写真[47]
- 映画『レオニー』[48]
- パナソニックCM デジタルビデオカメラ「TM45」[要出典]
- GLAY「Supernova Express 2016」（シングル「G4・IV」収録）ミュージック・ビデオ[49]

## アクセス
- 北海道中央バス（札幌東営業所）「モエレ沼公園東口」「モエレ沼公園西口」バス停降車 （「モエレ沼公園西口」バス停は12月下旬から4月上旬の積雪時は利用不可）
  - 「モエレ沼公園」バス停までの期間限定バスあり
- 札幌丘珠空港（札幌飛行場）から車で約20分
- 札幌市中心部から車で約30分
- 新千歳空港から高速道路利用で約50分

## 参考資料
- “モエレ沼公園グランドオープン” (PDF). 広報さっぽろ 2005年6月号（前半）.  札幌市 (2005年). 2015年11月18日閲覧。
- “モエレ沼公園 パンフレット” (PDF).   札幌市公園緑化協会. 2015年11月18日閲覧。
- “モエレ沼公園 環境への取り組み” (PDF).   札幌市公園緑化協会. 2015年11月18日閲覧。
- “モエレ沼公園樹木マップ” (PDF). サクラの森サポーター. 2015年11月18日閲覧。